# Ribota
Ribota es un municipio y localidad española de la provincia de Segovia, en la comunidad autónoma de Castilla y León. Cuenta con una población de 43 habitantes (INE 2024).
Está compuesta por las poblaciones de Ribota y de Aldealázaro (incorporado entre 1850 y 1857).
Estuvo y sigue estando integrado en la Comunidad de Villa y Tierra de Ayllón, en el Sexmo de Saldaña.
Por el municipio cruza la Cañada Real Soriana Occidental y también la carretera N-110.

## Geografía

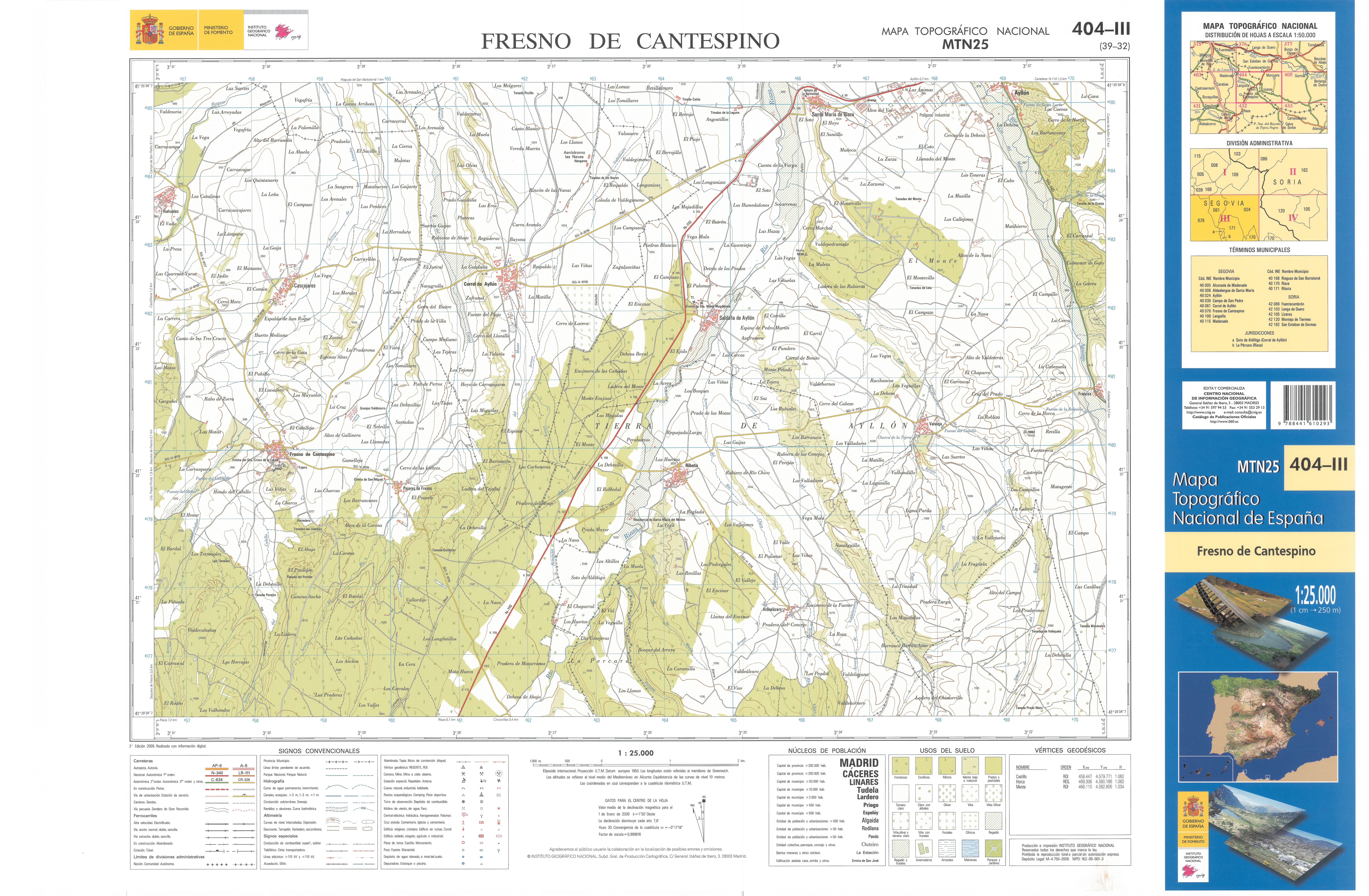
Fragmento de la hoja 403 del Mapa Topográfico Nacional de España de 2014 en el que se representa parte de Ribota

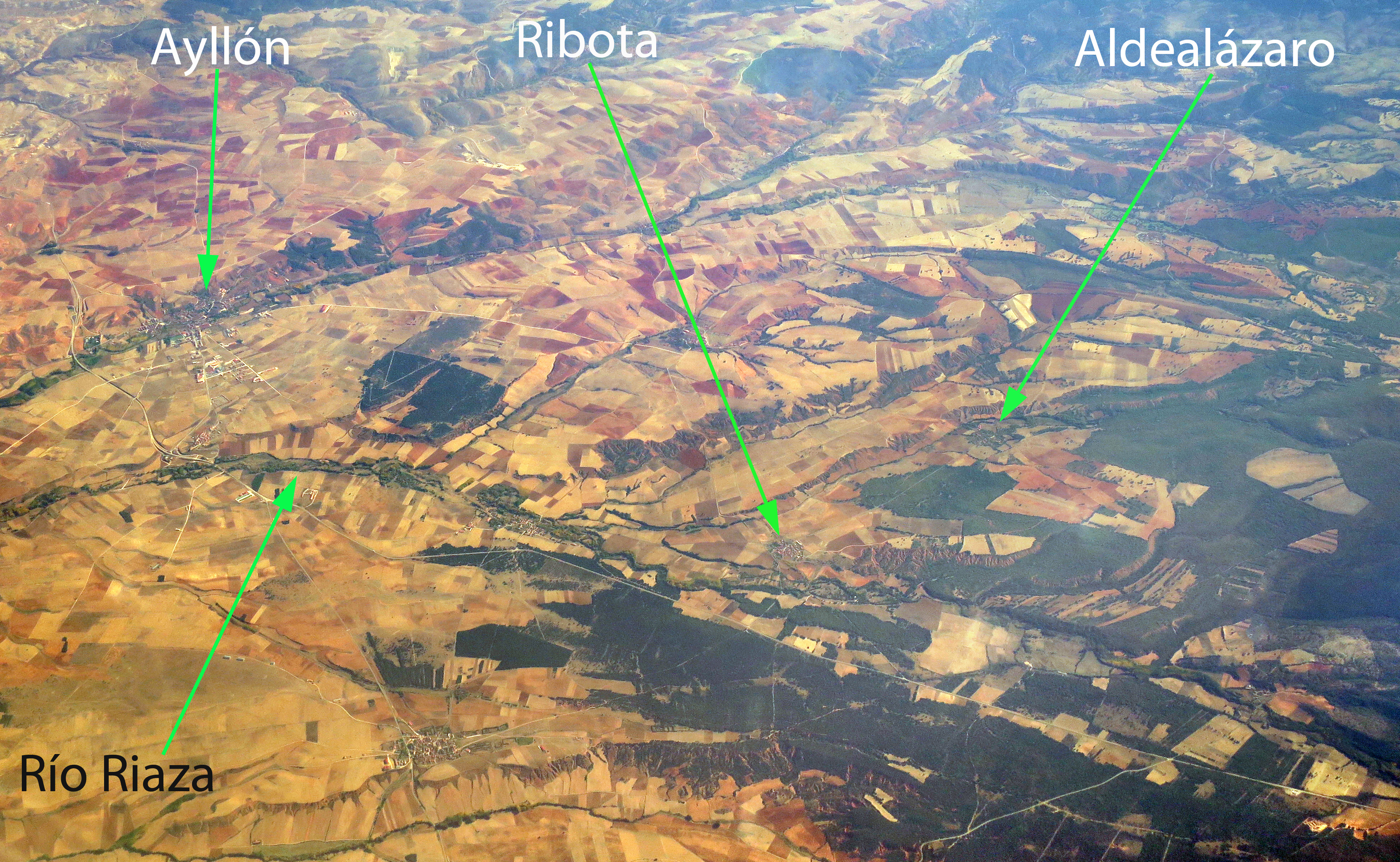
Vista aérea de Ribota y su entorno

Integrado en la Comunidad de villa y tierra de Ayllón, se sitúa a 85 kilómetros de la capital segoviana. El término municipal está atravesado por la carretera nacional N-111 entre los pK 106 y 107. 
El relieve del municipio es predominantemente llano, aunque a elevada altitud, estando atravesado por el río Riaza y numerosos arroyos que descienden de las cercanas cumbres de la sierra de Ayllón. La altitud oscila entre los 1150 metros al suroeste y los 1000 metros al norte. El pueblo se alza a 1026 metros sobre el nivel del mar.
| Noroeste: Ayllón                                                                     | Norte: Ayllón        | Noreste: Ayllón          |
| Oeste: Corral de Ayllón y Fresno de Cantespino                                       |                      | Este: Ayllón             |
| Suroeste: Comunidad de Sepúlveda-Riaza, Riaza (exclave) y Corral de Ayllón (exclave) | Sur: Riaza (exclave) | Sureste: Riaza (exclave) |

## Geografía humana

### Demografía
Cuenta con una población de 43 habitantes (INE 2024).

### Población por núcleos
Desglose de población según el Padrón Continuo por Unidad Poblacional del INE.
| Núcleos     | Habitantes (2024) |
| ----------- | ----------------- |
| Ribota      | 38                |
| Aldealázaro | 5                 |

| Gráfica de evolución demográfica de Ribota entre 1842 y 2021 |
| |
| Población de derecho según los censos de población del INE Población de hecho según los censos de población del INEEntre el censo de 1857 y el anterior, crece el término del municipio porque se incorpora Aldealázaro |

### Transporte
Ribota cuenta con varios destinos de autobuses desde la caseta situada en la N-110 (km 106), tiene varias salidas diarias a Segovia con Linecar, que realiza parada en pueblos de la comarca como Prádena, Riaza o Ayllón, también existe la posibilidad de transportarse a los mercados de Riaza y Ayllón todos los lunes y los jueves con salida desde la plaza mayor de la localidad.

## Administración y política
| Periodo   | Nombre                               | Partido | Partido   |
| --------- | ------------------------------------ | ------- | --------- |

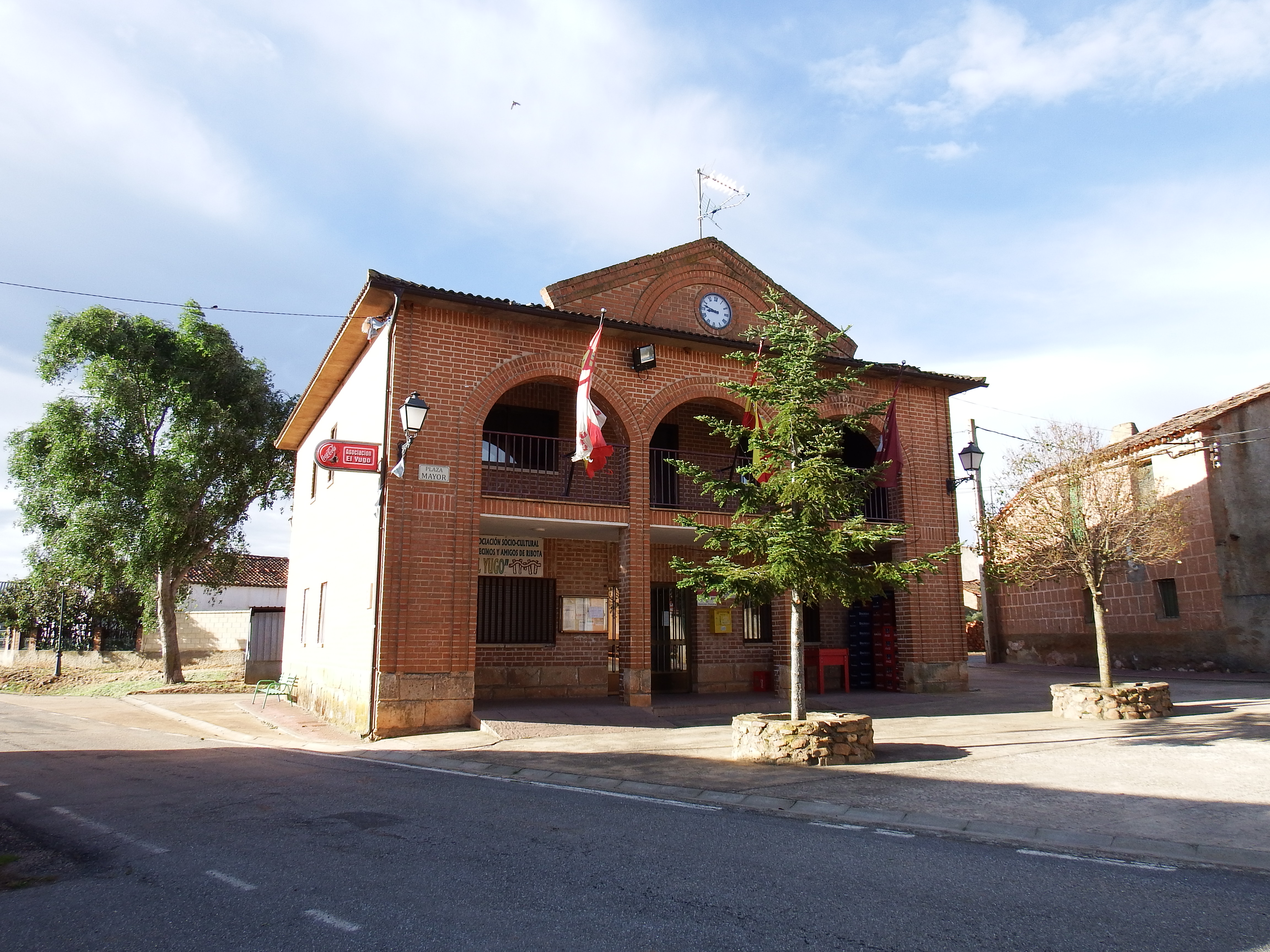
Casa consistorial

| 1979-1983 | Valeriano Martín de Pablo            |         | UCD       |
| 1983-1987 | Perfecto García Martin               |         | AP-PDP-UL |
| 1987-1991 | Francisco Javier Fernández Fernández |         | PDP       |
| 1991-1995 | Francisco Javier Fernández Fernández |         | PP        |
| 1995-1999 | Francisco Javier Fernández Fernández |         | PP        |
| 1999-2003 | Francisco Javier Fernández Fernández |         | PP        |
| 2003-2007 | Francisco Javier Fernández Fernández |         | PP        |
| 2007-2011 | Francisco Javier Fernández Fernández |         | PP        |
| 2011-2015 | Francisco Javier Fernández Fernández |         | PP        |
| 2015-2019 | Francisco Javier Fernández Fernández |         | PP        |
| 2019-2023 | Rubén García Esteban                 |         | PSOE      |
| 2023-act. | Rubén García Esteban                 |         | PSOE      |

### Resultados electorales
| Elecciones municipales |      |      |      |      |      |      |
| Partido                | 2003 | 2007 | 2011 | 2015 | 2019 | 2023 |
| PP                     | 1    | 1    | 3    | 2    | 1    | 1    |
| PSOE                   | 0    | 0    | 0    | 1    | 2    | 2    |
| Ribota en Común        |      |      |      | 0    |      |      |
| Total                  | 1    | 1    | 3    | 3    | 3    | 3    |

Elecciones a la Diputación Provincial
El municipio pertenece al distrito electoral del partido judicial de Riaza en la Diputación Provincial de Segovia.

## Cultura

### Patrimonio

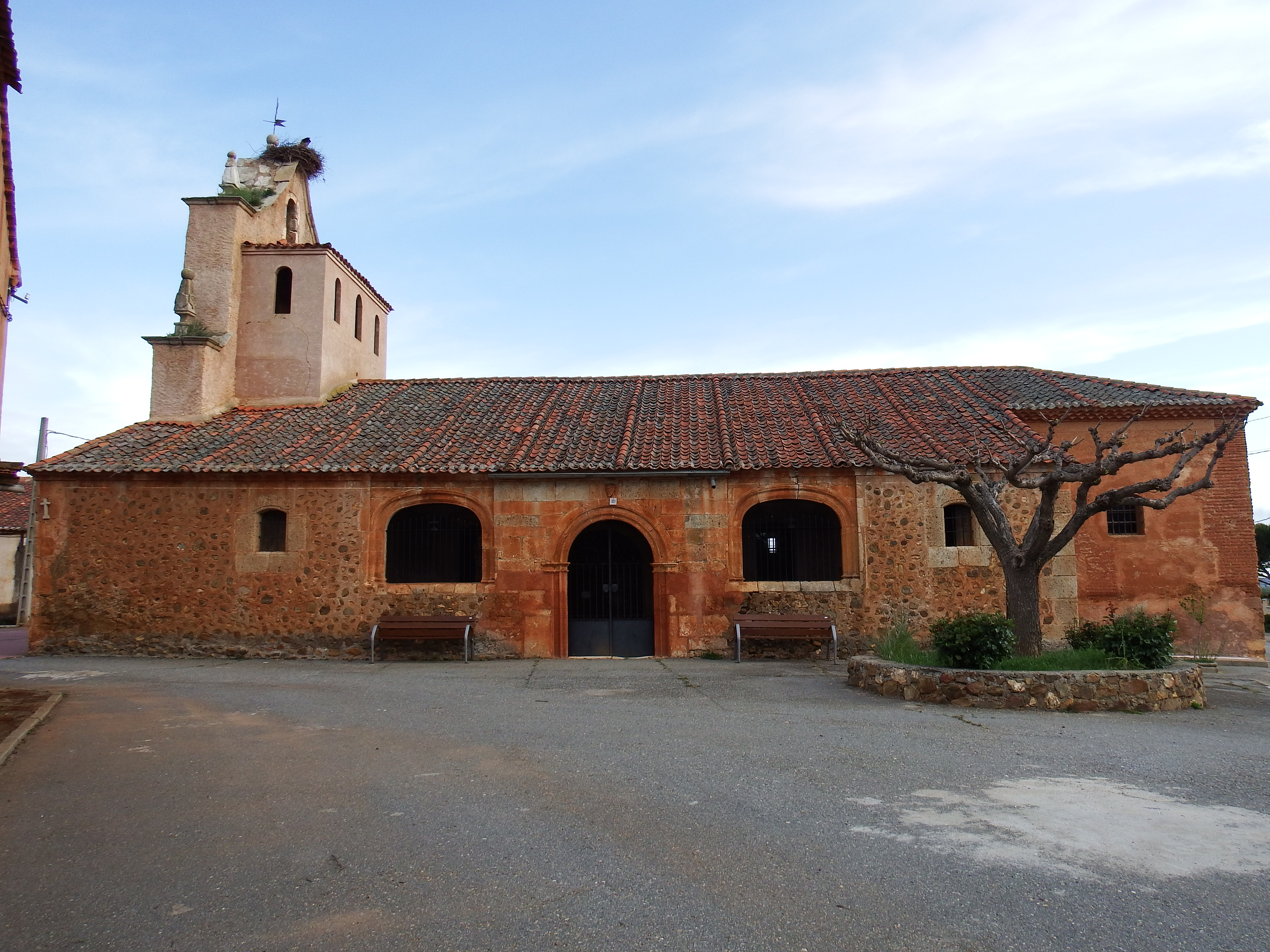
Iglesia
Lo que más destaca nada más al entrar al pueblo es la iglesia, con el color rojizo debido a la piedra y el adobe, la iglesia está dedicada a San Juan Bautista Degollado, en el interior se conserva una pila bautismal del siglo XVI y varios retablos renacentistas.

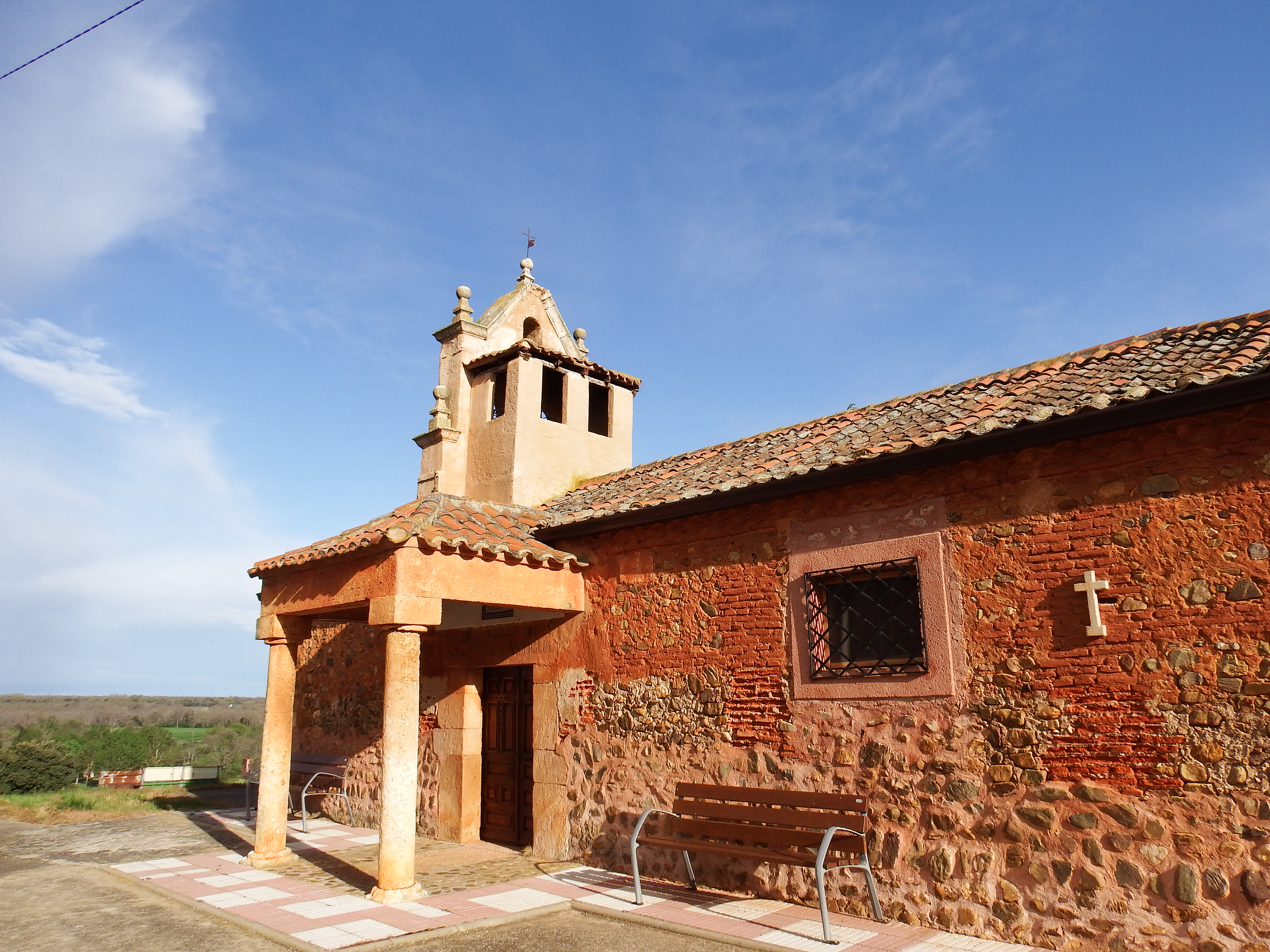
Ermita
La ermita es de una piedra de color amarillento, está dedicada a Nuestra Sra. de la Antigua en el interior se puede contemplar la virgen, una talla de madera del románico. En su interior se encuentran numerosas pinturas pintadas por una artista de Riaza muy popular en la zona. Es una ermita tradicional de pueblo antigua, está hecha de adobe, es pequeña pero con mucho encanto. Consta de dos plantas.
También se pueden contemplar unas bonitas puestas de sol en la tejera, que se encuentra bajo la ermita.

### Fiestas
Ribota tiene la festividad en honor a su patrona Nuestra Señora de la Antigua, que se celebra el tercer fin de semana de mayo y el tercer fin de semana de septiembre.
Se baja la Virgen de la ermita, se hacen los remates con productos típicos segovianos y se baila la jota segoviana en su honor.
En las fiestas es típico tomarse en el bar el vermú mientras la charanga “Amigos” toca música popular y comer en familia cordero asado.
En las fiestas la población de la villa asciende hasta alcanzar el medio millar de personas.
También se celebra San Isidro el día 15 de mayo, cuando se procesiona al santo y se bendicen los campos. Al acabar la procesión se celebran remates y los vecinos se juntan a tomar rosquillas y vino.
Recientemente se ha recuperado la tradición de celebrar el día 29 de agosto la festividad de San Juan Bautista Degollado, patrón de la parroquia de Ribota, en el que se le dice la misa y posterior mente sale en procesión por las calles de la villa para acabar con unos tradicionales remates.

### Asociaciones

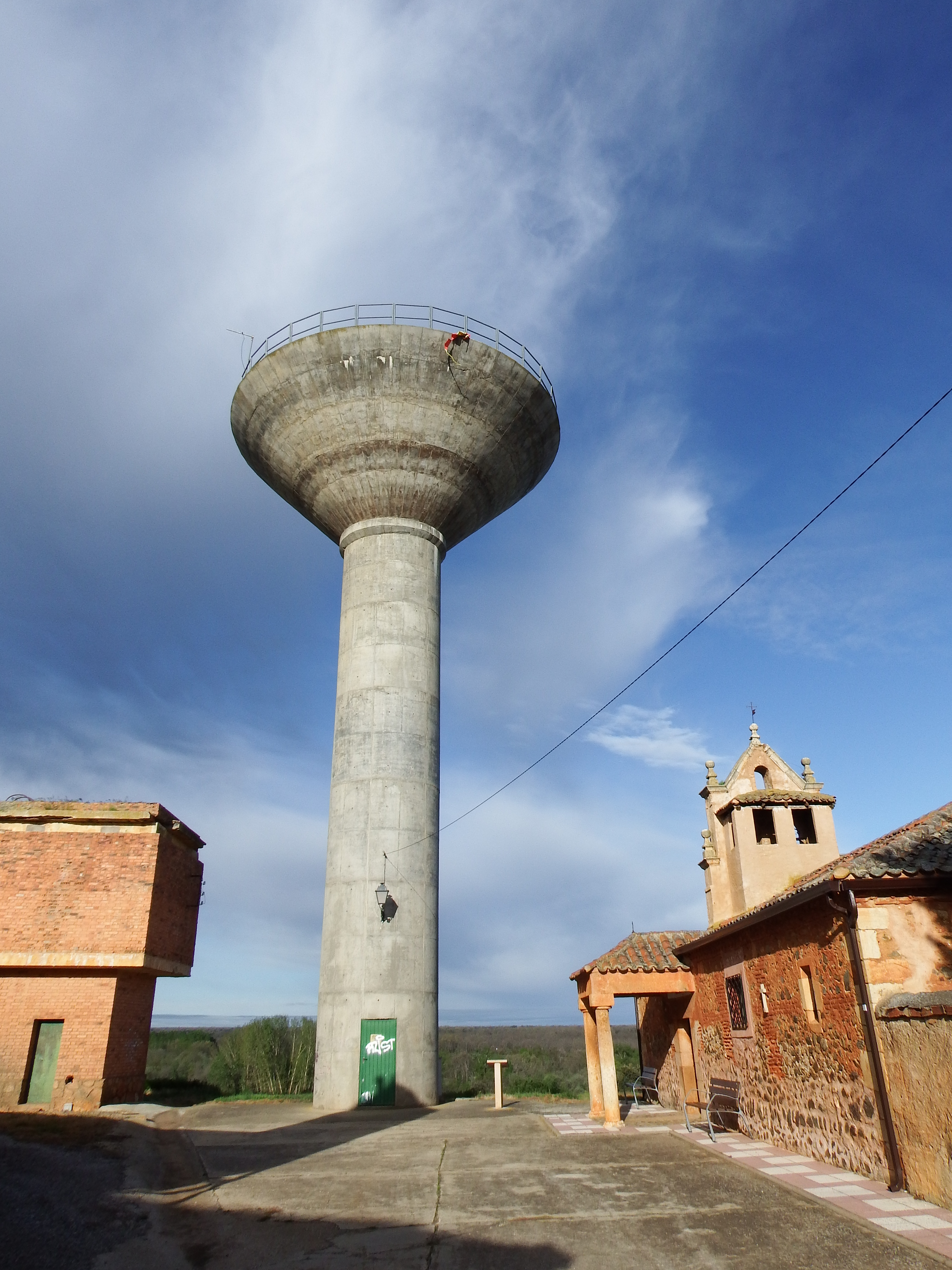
Depósito de agua

Ribota cuenta con varias asociaciones.
La Asociación sociocultural de vecinos El Yugo esta dedicada a la promoción social y cultural del municipio y cuenta en la actualidad con cerca de trescientos socios.
La Asociación de Nuestra Señora la Virgen de la Antigua está dedicada a la conservación de la ermita, a la gestión del dinero que procede de los remates y su mayor fin es la recuperación del templo construido por el pueblo y actualmente inscrito por el obispado de Segovia.
La Asociación de Jóvenes de Ribota, de reciente constitución en el año 2023, que tiene como fines promover la unión de los jóvenes del municipio, promover las tradiciones entre los jóvenes y realizar actividades juveniles.

Y por último la Asociación de Agricultores y Ganaderos que su función es la de una junta agraria local.